# Drassinella unicolor
Espèce
Synonymes
- Gosiphrurus unicolor Chamberlin & Ivie, 1935

Drassinella unicolor est une espèce d'araignées aranéomorphes de la famille des Liocranidae.

## Distribution
Cette espèce est endémique des États-Unis. Elle se rencontre en Californie, en Oregon, en Idaho, au Nevada, en Utah et au Nouveau-Mexique,.

## Description
Le mâle holotype mesure 3,2 mm.
Le mâle décrit par Platnick et Ubick en 1989 mesure 3,08 mm et la femelle 3,90 mm.

## Systématique et taxinomie
Cette espèce a été décrite sous le protonyme Gosiphrurus unicolor par Chamberlin et Ivie en 1935. Elle est placée dans le genre Drassinella par Roth en 1982.

## Publication originale
- Chamberlin & Ivie, 1935 : « Miscellaneous new American spiders. » Bulletin of the University of Utah, vol. 26, no 4, p. 1-79.